# Abdelkrim Shabou
Abdelkrim Shabou est un chanteur et compositeur tunisien.

## Biographie
Son père est menuisier à Hammam Lif. Après un baccalauréat en lettres classiques doublé d'un diplôme au conservatoire de l'avenue Mohammed-V, Shabou s'inscrit tout d'abord à la faculté des lettres dans la section arabe puis touche à la sociologie avant de s'adonner à sa passion, la musique.
Il devient professeur de musique au conservatoire et au lycée de Grombalia. En 1977, il joue à l'Orchestre arabe de la ville de Tunis sous la houlette de Mohamed Garfi. Il crée en 1987 son premier groupe. En 1982-1983, il fait partie des fondateurs de la Troupe nationale de musique. En 1993, il ouvre un conservatoire de musique portant son nom à El Menzah. Il est chargé en 2001 du Festival de la chanson tunisienne.